# Côte de Clarie
La côte de Clarie, situé à l'Est de la côte de Wilkes et à l'Ouest de la côte Adélie, entre le cap Morse, à 130° 00′ E, et le point Pourquoi Pas, à 136° 11′ E. Comme la côte Adélie, elle est bordée par la mer Dumont-d'Urville, fait partie de la Terre Adélie et de la côte Antarctique oriental.
Cette côte a été nommée « Clarie », d'après le nom de la femme de Charles Hector Jacquinot, commandant de bord de la Zélée, second bateau de l'expédition Dumont d'Urville. Elle a été découverte en janvier 1840 lors de la prise de possession de la Terre Adélie, au nom de la France, par Jules Dumont d'Urville. 

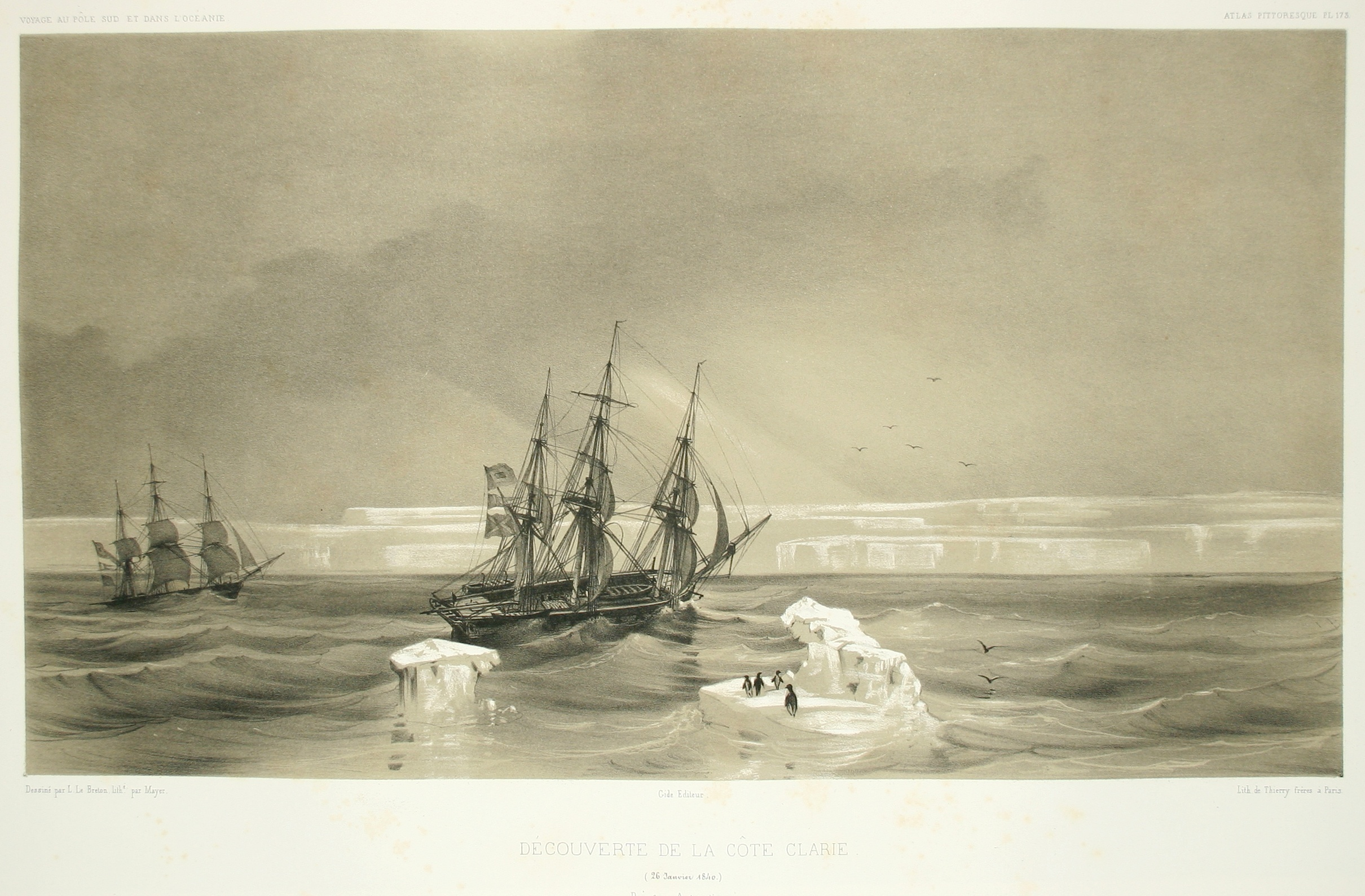
Découverte de la côte Clarie le 26 janvier 1840.